# Федотове
Фе́дотове — село в Україні, в Роменському районі Сумської області. Населення становить 6 осіб. Входить до складу Хмелівської сільської громади. До 2020 орган місцевого самоврядування - Дібрівська сільська рада.

## Географія
Село розташоване між селами Хрещатик та Володимирівка (1,5 км).
По селу тече струмок, що пересихає.

## Історія
Село постраждало внаслідок геноциду українського народу, проведеного урядом СРСР 1923–1933 та 1946–1947 роках.
12 червня 2020 року, відповідно до розпорядження Кабінету Міністрів України № 723-р «Про визначення адміністративних центрів та затвердження територій територіальних громад Сумської області», село увійшло до складу Хмелівської сільської громади.
19 липня 2020 року, в результаті адміністративно-територіальної реформи та ліквідації Роменського району(1930-2020), громада увійшла до складу новоутвореного Роменського району.